# Fanny Mendelssohn
Fanny Cäcilie Mendelssohn (Hamburgo, 14 de noviembre de 1805-Berlín, 14 de mayo de 1847), también conocida como Fanny Mendelssohn Bartholdy y por matrimonio Fanny Mendelssohn Hensel, fue una compositora y pianista del Romanticismo temprano. Sus composiciones incluyen un trío para piano, un cuarteto para piano, una obertura orquestal, cuatro cantatas, más de 125 piezas para piano y más de 250 lieder, la mayoría de las cuales se publicaron de forma póstuma. Aunque fue elogiada por su destreza para tocar el piano, rara vez ofreció conciertos en público.
Nacida en el seno de una familia judía convertida al luteranismo, Fanny se crio en Berlín —donde, junto a su hermano menor, Felix Mendelssohn, recibió una educación musical completa de profesores como Ludwig Berger y Carl Friedrich Zelter—. Debido a la condición social de la mujer en su época, varias de sus obras fueron publicadas bajo el nombre de su hermano en sus colecciones opus 8 y 9. En 1829, se casó con el artista Wilhelm Hensel y en 1830 tuvieron a su único hijo, Sebastian Hensel. En 1846, a pesar de la continua ambivalencia de su familia hacia sus ambiciones musicales, Fanny publicó una colección de canciones como su opus 1. En 1847 murió de un derrame cerebral.
Desde la década de 1990, su vida y sus obras han sido objeto de investigaciones más detalladas. Su Sonata de Pascua fue atribuida incorrectamente a su hermano en 1970, antes de que un nuevo análisis de documentos en 2010 corrigiera el error. El 29 de mayo de 2018 se inauguró el Museo Fanny & Felix Mendelssohn en Hamburgo.

## Biografía

### Primeros años y educación
Fanny Mendelssohn nació en Hamburgo el 14 de noviembre de 1805, en el seno de una destacada familia judía. Sus padres eran Abraham Mendelssohn, banquero y filántropo berlinés, hijo del filósofo Moses Mendelssohn, y Lea, de soltera Salomon, nieta del empresario Daniel Itzig y hermana de Jakob Salomon Bartholdy. Fue la mayor de cuatro hermanos: Paul, Felix y Rebecca. Todos gozaron de una excelente educación.

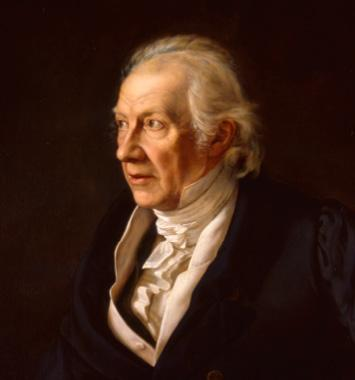
Carl Friedrich Zelter fue profesor de composición de Fanny y de su hermano Felix.

Aunque de origen judío, su padre renunció a la profesión del judaísmo, y ella y sus hermanos fueron bautizados como luteranos en 1816. Sus padres, por su parte, no fueron bautizados hasta 1822. Aunque Fanny y sus hermanos no recibieron educación religiosa, se ha sugerido que ella «retuvo los valores culturales del judaísmo liberal». Como su hermano Felix, objetó fuertemente cuando su padre cambió el apellido de la familia a «Mendelssohn Bartholdy», con la intención de restar importancia a sus orígenes. Incluso llegó a escribirle a su hermano sobre «Bartholdy, ese apellido que a todos nos disgusta». La familia asumió el apellido a sugerencia del hermano de Lea, Jakob Salomon Bartholdy, que lo había tomado con para evitar el antisemitismo de la sociedad alemana de la época, y de este modo desenvolverse sin problemas en ella. Sin embargo, Fanny no abandonó completamente el apellido Mendelssohn, pues a diferencia de su padre, firmaba sus cartas y tenía impresas tarjetas de visita como «Mendelssohn Bartholdy».
Mientras crecía en el nuevo hogar familiar en Berlín, Ella mostró una notable habilidad musical y comenzó a escribir música. Recibió sus primeras clases de piano de su madre, quien pudo haber aprendido la tradición berlinesa de Bach a través de los escritos de Johann Kirnberger, uno de sus alumnos. Por lo tanto, a los 14 años ya podía tocar los 24 preludios de El clave bien temperado de memoria, y lo hizo con motivo del cumpleaños de su padre en 1819. Según su madre, Fanny había nacido «con los dedos para tocar fugas de Bach». Más allá de la inspiración de su madre, también pudo haber sido influenciada por los modelos representados por sus tías abuelas Fanny von Arnstein y Sarah Levy, ambas amantes de la música (la primera patrona de un conocido salón y la segunda una hábil teclista por derecho propio).

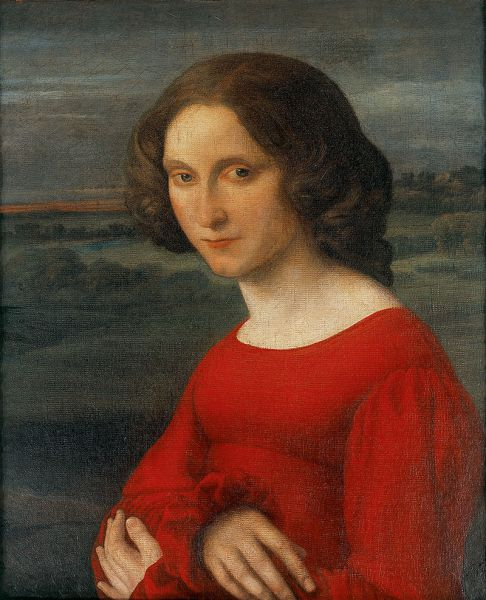
Fanny Mendelssohn, circa 1821, pintada por Carl Joseph Begas.

Después de estudiar brevemente con la pianista Marie Bigot en París, Fanny y su hermano Felix recibieron lecciones de piano de Ludwig Berger y formación en composición de Carl Friedrich Zelter desde 1819. En un momento dado, Zelter favoreció a Fanny sobre Felix, y en 1816 le escribió una carta a Johann Wolfgang von Goethe hablándole sobre Abraham Mendelssohn, llegando a decir que tenía hijos adorables y que «su hija mayor podría darte algo de Sebastian Bach. Esta niña es realmente algo especial». En octubre de 1820, los hermanos se unieron a la Sing-Akademie zu Berlin, que entonces dirigía Zelter. Años después, en una carta de 1831 a Goethe, Zelter describió la habilidad de Fanny como pianista con el mayor elogio para una mujer en ese momento: «toca como un hombre». Los visitantes de la casa Mendelssohn a principios de la década de 1820, incluidos Ignaz Moscheles y George Thomas Smart, quedaron igualmente impresionados por ambos hermanos. La favorable situación económica de la familia permitió que los niños recibieran una sólida cultura general. Tanto Fanny como Felix estudiaban desde las cinco de la mañana hasta las últimas horas de la tarde. Este horario riguroso era una tradición familiar desde la época de su abuelo.

### Limitaciones de género y clase

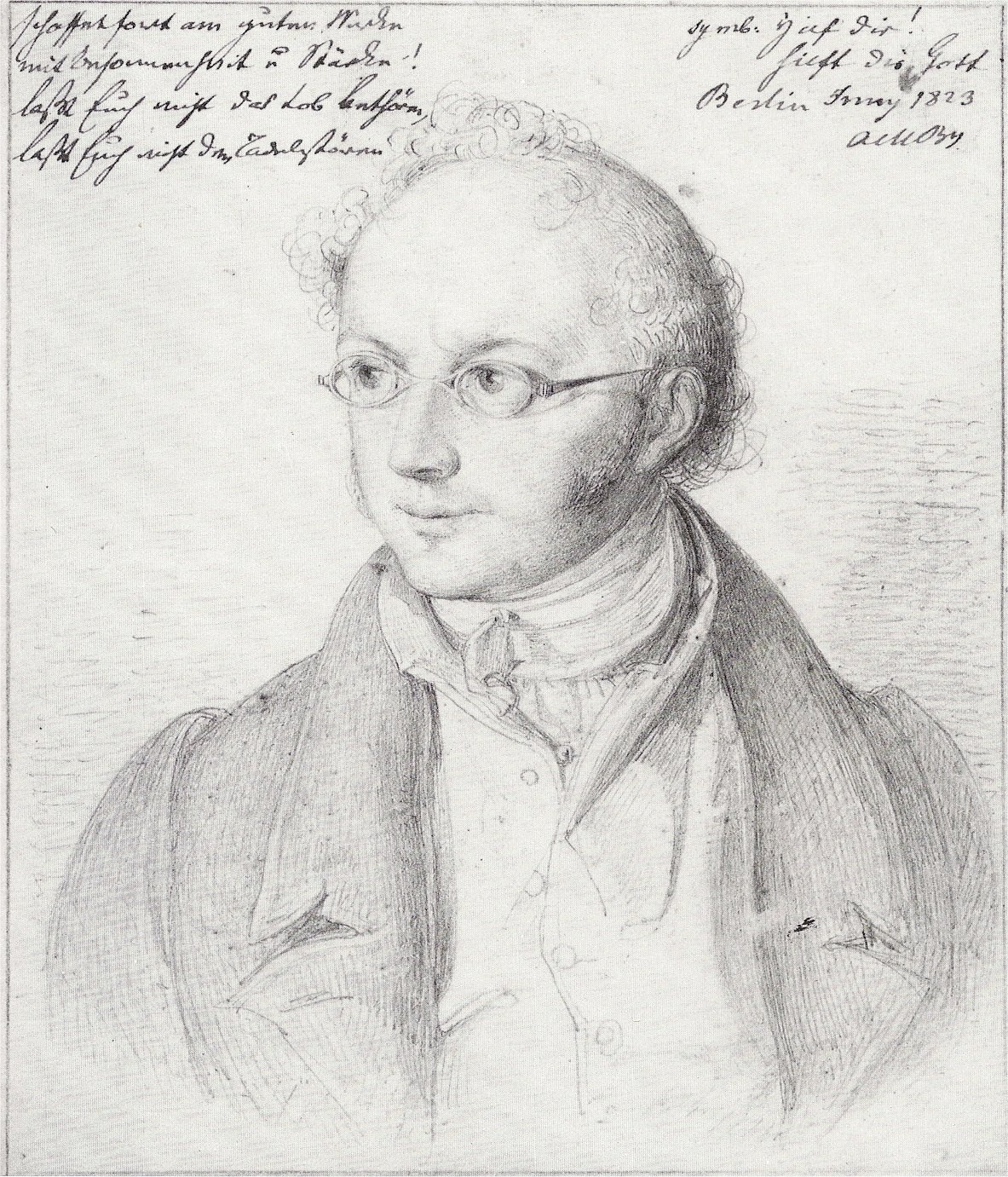
Abraham Mendelssohn, dibujado por el marido de Fanny, Wilhelm Hensel.

La sociedad de la época, de clara tendencia paternalista, influyó en gran medida en la familia de los Mendelssohn Bartholdy. Al joven Felix se le alentaba, educaba y apoyaba en su vocación musical, pero Fanny no ocurría así. El historiador musical Richard Taruskin sugiere que: «la vida de Fanny Mendelssohn Hensel es una prueba convincente de que la incapacidad de las mujeres para "competir" con los hombres en el campo de juego compositivo, ha sido el resultado de prejuicios sociales y costumbres patriarcales (que en el siglo XIX concedía sólo a los hombres el derecho a tomar las decisiones en los hogares burgueses)». Tales actitudes fueron compartidas por el padre de Fanny, quien fue más tolerante que solidario con sus actividades como compositora. En 1820, le escribió: «La música tal vez se convierta en su profesión [de Felix], mientras que para ti puede y debe ser sólo un adorno». Aunque Felix la apoyaba ampliamente en privado como compositora e intérprete, se mostró cauteloso (probablemente por razones familiares) de que publicara sus obras con su propio nombre, llegando a escribir:

From my knowledge of Fanny I should say that she has neither inclination nor vocation for authorship. She is too much all that a woman ought to be for this. She regulates her house, and neither thinks of the public nor of the musical world, nor even of music at all, until her first duties are fulfilled. Publishing would only disturb her in these, and I cannot say that I approve of it.
Por lo que sé de Fanny, diría que no tiene ni inclinación ni vocación por la autoría. Ella es demasiado para lo que una mujer debería ser para esto. Controla su casa y no piensa en el público ni en el mundo musical, ni siquiera en la música, hasta que cumple sus primeros deberes. Publicar sólo la molestaría en estos y no puedo decir que lo apruebe.

La historiadora musical  Angela Mace Christian afirmó que Fanny Mendelssohn «luchó toda su vida con los impulsos contradictorios de la autoría frente a las expectativas sociales de su estatus de clase alta… su intensa relación con su hermano y su conciencia del pensamiento social contemporáneo sobre la mujer en la esfera pública». El amigo de Felix, Henry Chorley, escribió sobre Fanny: «Si Madame Hensel hubiera sido la hija de un hombre pobre, debería haberse dado a conocer al mundo al lado de Madame Schumann y Madame Pleyel como una pianista de la más alta categoría», con lo que sugería que su clase social era limitante para su carrera así como su sexo.
La biografía de la familia Mendelssohn recopilada a partir de documentos familiares por el hijo de Fanny, Sebastian Hensel, ha sido interpretada por la musicóloga Marian Wilson Kimber, afirmando que fue escrito como con intención de representar a Fanny como si no tuviera aspiraciones de actuar fuera de la esfera privada. Kimber señala que «el anhelo de Fanny por una carrera musical profesional, del que a menudo se tiene constancia, no está respaldado por sus… diarios, que son algo sorprendentes por lo poco que revelan sobre su vida musical».

### Felix y Fanny

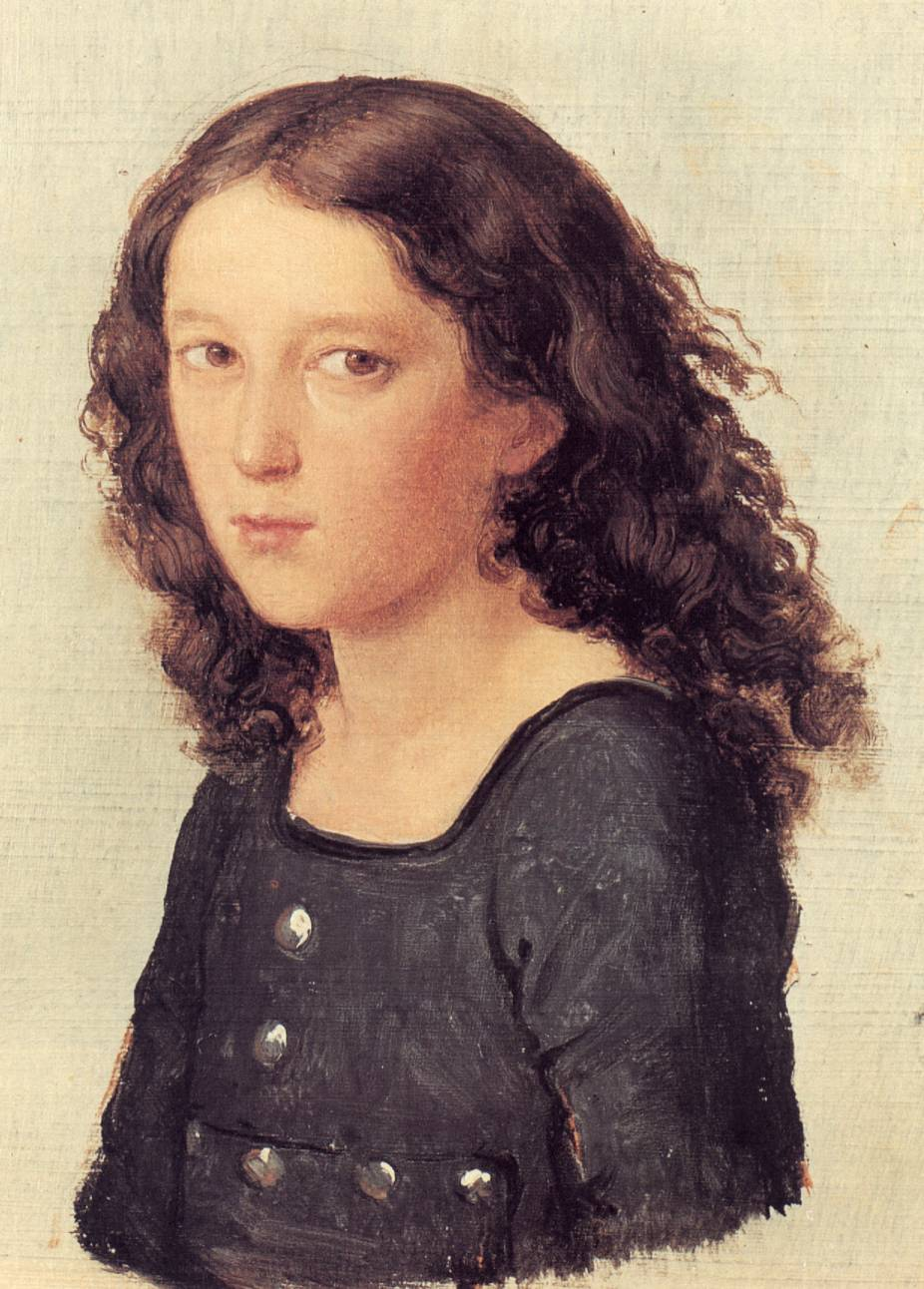
Felix Mendelssohn en 1821, cuando tenía doce años de edad, retratado por Carl Joseph Begas.

El vínculo de los hermanos se fortaleció por su pasión compartida por la música. Las obras de Fanny a menudo se tocaban junto a las de su hermano en la casa de la familia en Berlín en una serie de conciertos dominicales (Sonntagskonzerte), que originalmente eran organizados por su padre, y que después de 1831 continuó la propia Fanny. En 1822, cuando ella tenía diecisiete años y Felix trece, escribió: «Hasta el momento presente poseo su confianza ilimitada [de Felix]. He observado el progreso de su talento paso a paso y puedo decir que he contribuido a su desarrollo. Siempre he sido su único asesor musical y nunca escribe un pensamiento antes de someterlo a mi juicio».
En 1826 o 1827, Felix acordó con Fanny que algunas de sus canciones fueran publicadas bajo su nombre, tres en su colección op. 8 y tres más en su op. 9. Esto hecho provocó un momento embarazoso en 1842, cuando la reina Victoria al recibir a Felix en el Palacio de Buckingham expresó su intención de cantarle al compositor su canción favorita, «Italien» (con letra de Franz Grillparzer), que Felix confesó era de su hermana.
Hubo una correspondencia musical de por vida entre los dos. Fanny ayudó a Felix brindándole críticas constructivas de piezas y proyectos, que él siempre consideró con mucho cuidado. Felix reelaboraría piezas basándose únicamente en las sugerencias que ella hizo, y la apodó «Minerva» en honor a la diosa romana de la sabiduría. Su correspondencia de entre 1840 y 1841 revela que ambos estaban delineando escenarios para una ópera sobre el tema del Cantar de los nibelungos (Nibelungenlied), que nunca se materializó. Fanny escribió: «La caza con la muerte de Sigfrido proporciona un espléndido final al segundo acto».

### Matrimonio y vida posterior

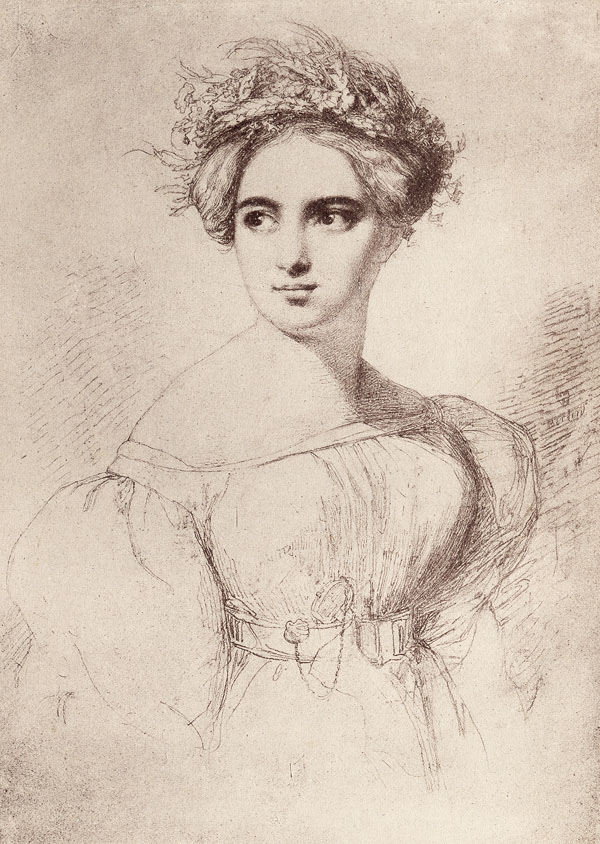
Fanny Mendelssohn hacia 1829, pintada por su marido Wilhelm Hensel.

En 1829, Fanny se casó con el artista Wilhelm Hensel, después de un noviazgo de varios años (ambos se habían conocido en 1821, cuando ella tenía dieciséis años). Al año siguiente, dio a luz a su único hijo, Sebastian Hensel. También tuvo al menos dos abortos espontáneos o mortinatos, en 1832 y 1837.
En 1830 llegó su primera reseña pública como compositora, cuando John Thomson —que la había conocido en Berlín el año anterior— escribió en la revista londinense The Harmonicon elogiando varias de sus canciones que Felix le había mostrado. Su debut público al piano (una de las tres únicas actuaciones públicas conocidas, según el experto en Mendelssohn R. Larry Todd) se produjo en 1838, cuando tocó el Concierto para piano n.° 1 de su hermano.
El apoyo de Fanny a la música de su hermano quedó claramente demostrado durante los ensayos de 1838 en Berlín para el oratorio Paulus de su hermano en el Singverein, al que asistió por invitación de su director, Carl Friedrich Rungenhagen. En una carta a su hermano, describió su experiencia durante los ensayos:

Suffering and champing at the bit ... as I heard the whining and [the accompanist's] dirty fingers on the piano ... They started [the passage] "mache dich auf" at half the right tempo, and then I instinctively called out, "My God, it must go twice as fast!" The consequence was that Rungenhagen consulted her closely about all details of the rehearsals and performance; this included her firm instructions not to add a tuba to the organ part. "I assured them that they should be ruled by my word, and they'd better do it for God's sake.
Sufriendo y mordiéndome las uñas ... cuando escuché el chillido y los dedos sucios [del acompañante] en el piano ... Comenzaron [el pasaje] "mache dich auf" a la mitad del tempo correcto, y luego instintivamente grité: "¡Dios mío, debe ir el doble de rápido!". La consecuencia fue que Rungenhagen la consultó en privado sobre todos los detalles de los ensayos y la actuación; esto incluía sus firmes instrucciones de no agregar una tuba a la parte del órgano. "Les aseguré que deberían regirse por mi palabra y que sería mejor que lo hicieran por el amor de Dios".

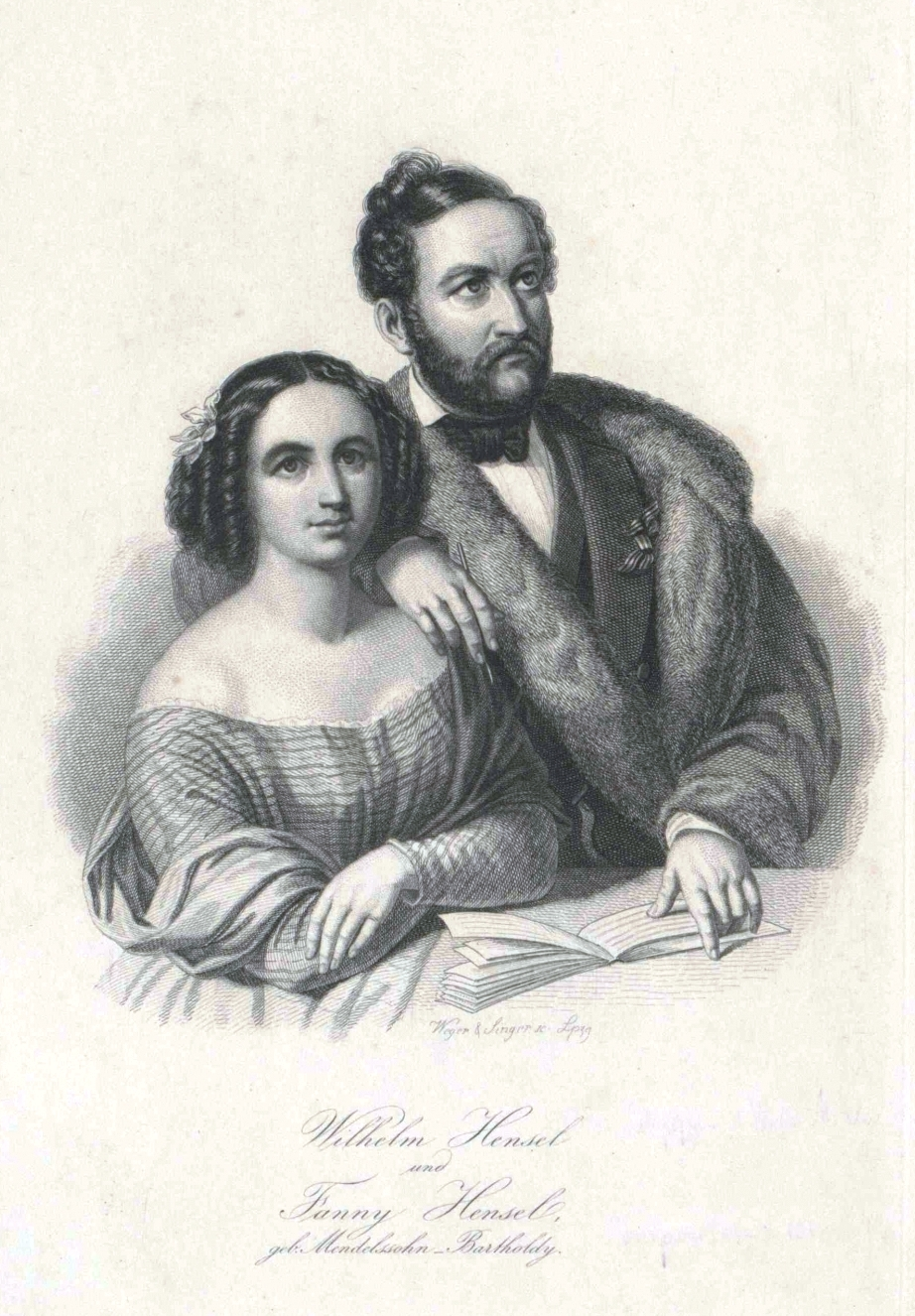
Fanny Mendelssohn junto a su marido Wilhelm Hensel hacia 1850.

Wilhelm Hensel, como Felix, apoyaba a Fanny como compositora, pero a diferencia de muchos otros de su círculo, también estaba a favor de que buscara la publicación de sus obras. La historiadora musical Nancy B. Reich ha sugerido dos eventos que pudieron aumentar su confianza. Una fue su visita a Italia con su esposo y Sebastian entre 1839 y 1840. Esta fue su primera visita al sur de Europa y se sintió animada e inspirada; también pasaron tiempo con jóvenes músicos franceses que habían ganado el Premio de Roma —uno de ellos era el joven Charles Gounod— y cuyo respeto por Fanny impulsaba su autoestima como música. El otro evento fue su amistad poco después con el entusiasta de la música de Berlín Robert von Keudell: en su diario escribió: «Keudell mira todo lo nuevo que escribo con el mayor interés y me señala si hay algo que corregir… Siempre me ha dado el mejor consejo».
En 1846, tras un acercamiento de dos editoriales de Berlín y sin consultar a Felix, decidió publicar una colección de sus canciones (como su op. 1), bajo su apellido de casda, «Fanny Hensel geb. [i.e. née] Mendelssohn-Bartholdy». Después de la publicación, Felix le escribió el 12 de agosto de 1846: «Te envío mi bendición profesional por convertirte en un miembro del oficio… que tengas mucha felicidad en dar placer a los demás; que pruebes sólo los dulces y ninguna de las amarguras de la autoría; que el público te arroje rosas y nunca arena». El 14 de agosto, Fanny escribió en su diario: «Felix ha escrito y me ha dado su bendición profesional de la manera más amable. Sé que no está del todo satisfecho en el fondo de su corazón, pero me alegro de que me haya dicho una palabra amable al respecto». También escribió sobre la publicación a su amiga Angelica von Woringen: «Puedo decir sinceramente que dejé que sucediera más, que lo hice, y es esto en particular lo que me alegra… Si [los editores] quieren más de mí, debería actuar como un estímulo para lograrlo. Si el asunto llega a su fin, tampoco me afligiré, porque no soy ambiciosa».
En marzo de 1847, Fanny tuvo varios encuentros con Clara Schumann. En ese momento, Fanny estaba trabajando en su Trío para piano op. 11 y Clara había completado recientemente su propio Trío para piano (op. 17), que tal vez tenía la intención de dedicar a Fanny.

### Fallecimiento

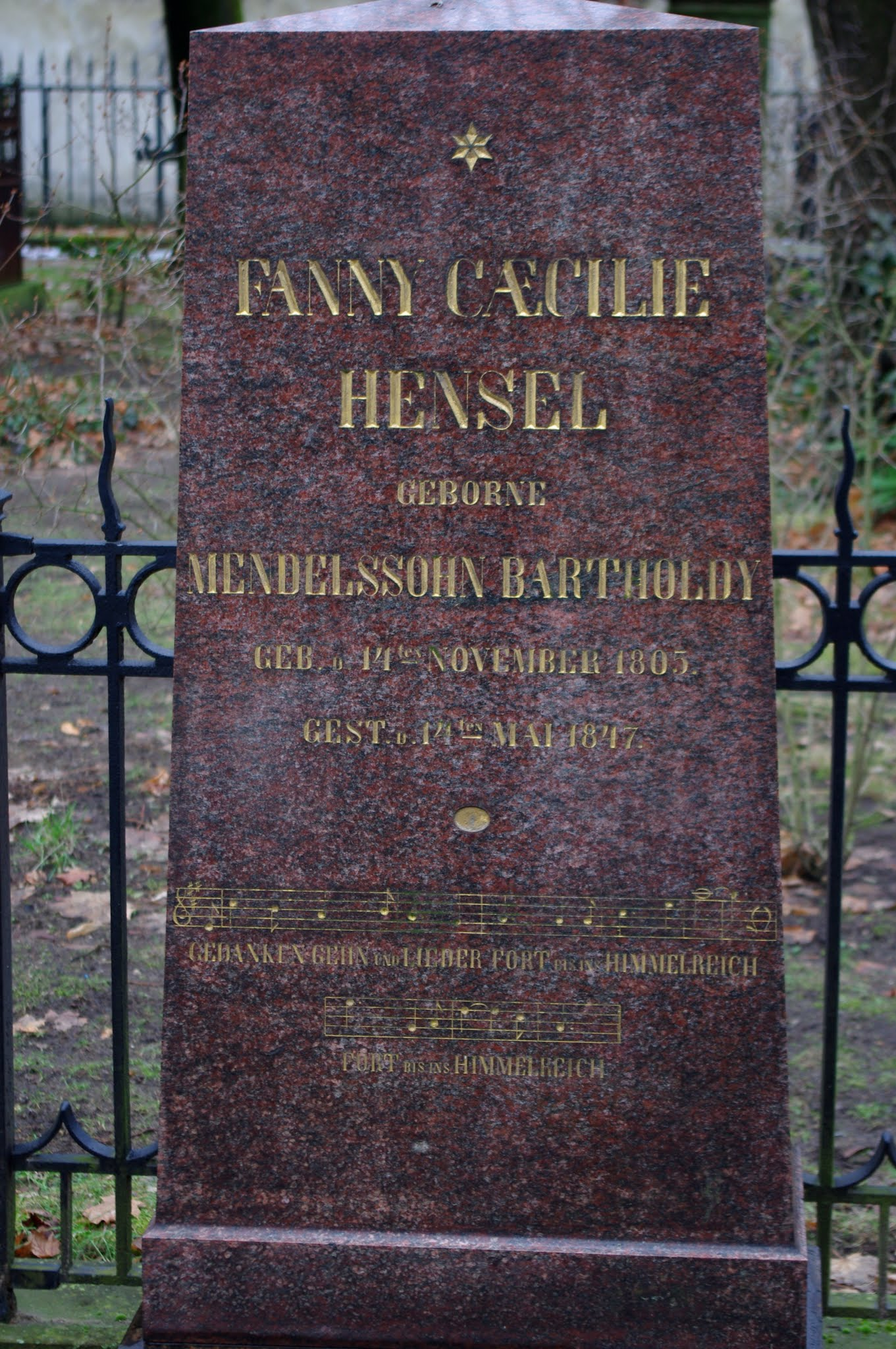
Tumba de Fanny Mendelssohn en Berlín.

El 14 de mayo de 1847 Fanny Mendelssohn Hensel murió en Berlín por complicaciones de un derrame cerebral sufrido mientras ensayaba una de las cantatas de su hermano, La primera noche de Walpurgis. El propio Felix murió menos de seis meses después por la misma causa (que también fue responsable de la muerte de sus padres y su abuelo Moses), pero no antes de completar su Cuarteto de cuerda n.° 6 en fa menor, escrito en memoria de su hermana. Fanny fue enterrada junto a sus padres en una parte del cementerio Dreifaltigkeit, en Berlín, reservada para judíos conversos al cristianismo (Neuchristen).

## Obra

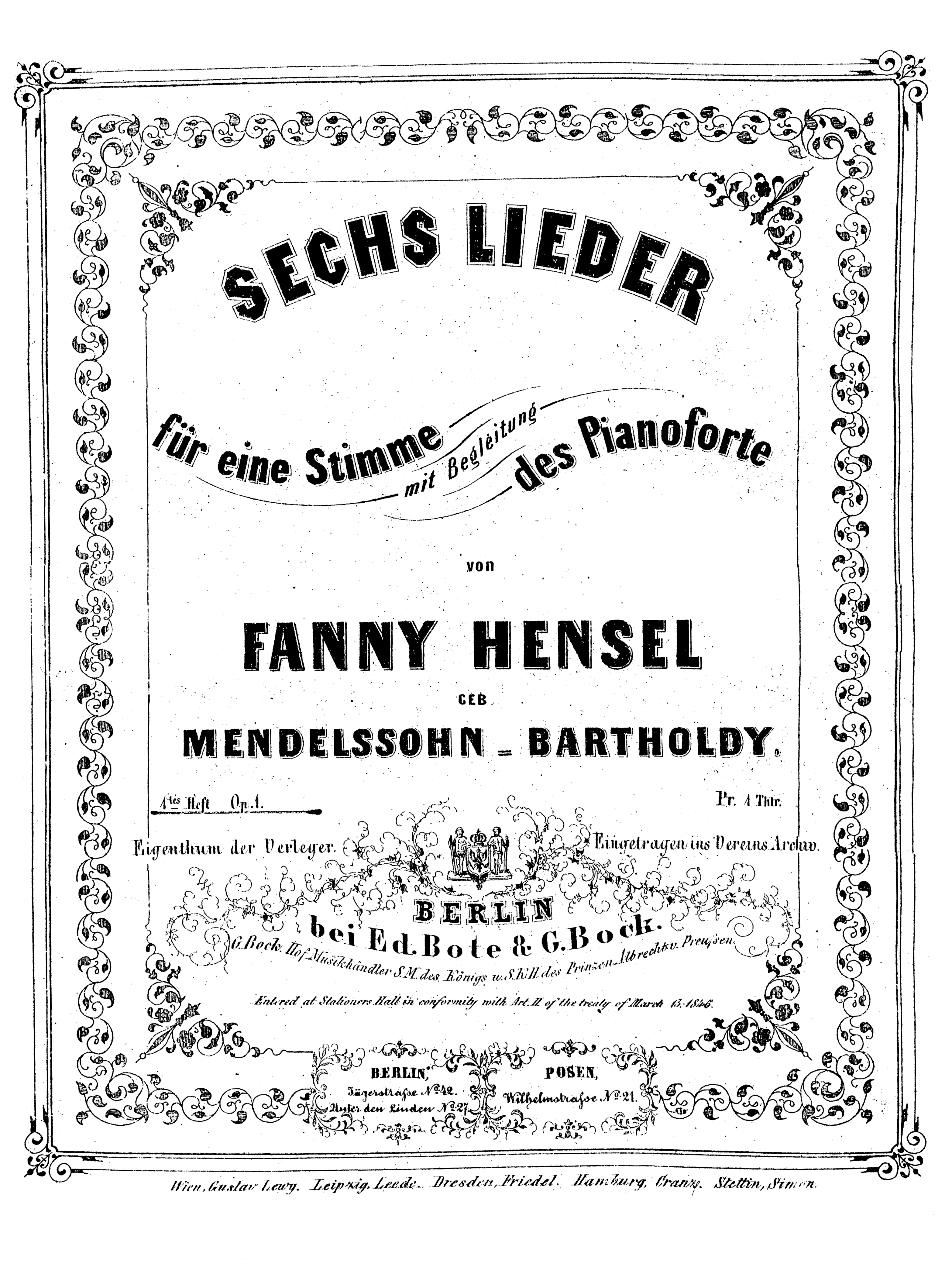
Portada de la primera edición de 1846 del op. 1 de Fanny Hensel.

### Composiciones
Fanny Mendelssohn compuso más de 450 piezas musicales. Sus composiciones incluyen un trío para piano, un cuarteto para piano, una obertura orquestal, cuatro cantatas, más de 125 piezas para piano y más de 250 lieder. Varias de sus canciones se publicaron originalmente bajo el nombre de Felix en sus colecciones opus 8 y 9. Sus obras para piano son a menudo en forma de canciones y muchas llevan el nombre Lied für Klavier (Canción para piano), análogo a Canciones sin palabras (Lieder ohne Worte) de su hermano. Este estilo de música para piano fue desarrollado con mayor éxito por él, cuyo primer conjunto (op. 19b) apareció entre 1829 y 1830, y un segundo conjunto (op. 30) apareció entre 1833 y 1834. Los conjuntos de Fanny de Lieder für Klavier se escribieron en el período de 1836 y 1837, aproximadamente al mismo tiempo que el op. 38 de su hermano, Felix.
La mayoría de las composiciones de Fanny Mendelssohn se limitan a piezas para piano y lieder, ya que creía que sus habilidades no se extendían a composiciones más grandes e intrincadas. Indudablemente, también se vio obstaculizada por el hecho de que, a diferencia de su hermano, nunca había estudiado ni tocado ningún instrumento de cuerda, experiencia que la habría ayudado a escribir obras de cámara u orquestales. En 1835, después de completar su cuarteto para cuerdas, le escribió a Felix: «Carezco de la capacidad para sostener las ideas adecuadamente y darles la consistencia necesaria. Por lo tanto, los lieder me convienen más, en los que, si es necesario, puede ser suficiente una simple idea sin mucho potencial de desarrollo». Fue un ejemplo temprano de mujeres compositoras de cuartetos de cuerda. También había escrito anteriormente, con la ayuda de Zelter, un cuarteto para piano en 1822 (su primera obra de gran formato) y, a pesar de sus reservas en su carta a su hermano, escribió en su último año un trío para piano (op. 11). Su Sonata de Pascua, escrita en 1828, fue publicada de forma póstuma. Cuando fue descubierta en 1970, fue atribuida erróneamente a su hermano, antes de que el examen del manuscrito y una mención a la obra en su diario establecieran finalmente en 2010 que era de su autoría.

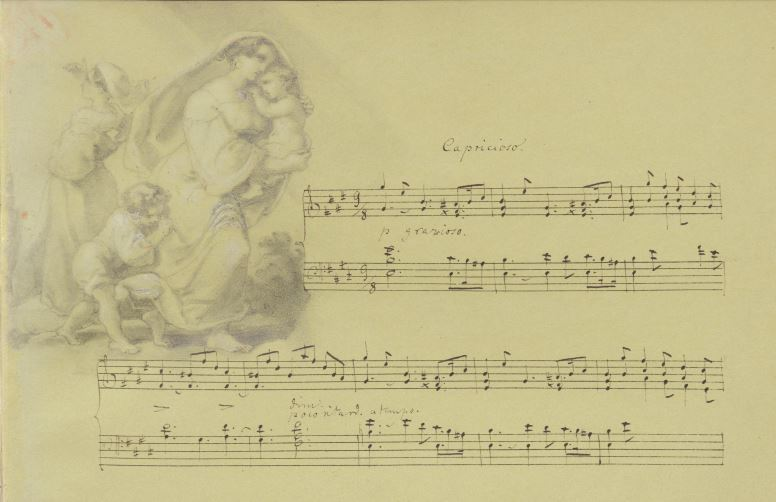
Abril, del manuscrito de Fanny Mendelssohn Das Jahr (ilustración de Wilhelm Hensel).

La mayor parte de la obra de Fanny después de su matrimonio fue en pequeña escala, canciones y piezas para piano. En 1831, para el primer cumpleaños de su hijo Sebastian, escribió una cantata, la Lobgesang (Canción de alabanza). Ese mismo año escribió otras dos obras para orquesta, solistas y coro, Hiob (Job) y un oratorio de dieciséis secciones, Höret zu, merket auf (Escucha y toma nota). En 1841 compuso un ciclo de piezas para piano que representan los meses del año, Das Jahr (El año). La música la escribió en hojas de papel teñidas y su esposo realizó las ilustraciones, con cada pieza acompañada de un breve poema. La escritora Kristine Forney ha sugerido que los poemas, las obras de arte y el papel de colores pueden representar las diferentes etapas de la vida, mientras que otros sugieren que representan su propia vida. En cambio, John E. Toews interpreta que este ciclo es como el diario retrospectivo de la estancia de Fanny Mendelssohn en Italia en 1839-1840. En una carta de Roma, Fanny describió el proceso detrás de la composición de Das Jahr:

I have been composing a good deal lately, and have called my piano pieces after the names of my favourite haunts, partly because they really came into my mind at these spots, partly because our pleasant excursions were in my mind while I was writing them. They will form a delightful souvenir, a kind of second diary. But do not imagine that I give these names when playing them in society, they are for home use entirely.
He estado componiendo mucho últimamente y he llamado a mis piezas de piano con los nombres de mis lugares favoritos, en parte porque realmente me vinieron a la mente en estos lugares, en parte porque nuestras agradables excursiones estaban en mi mente mientras las escribía. Formarán un delicioso recuerdo, una especie de segundo diario. Pero no se imaginen que les doy estos nombres al ponerlos en sociedad, son para uso doméstico íntegramente.

Después de Das Jahr, su única obra a gran escala fue su Trío para piano op. 11 de 1847.

### Estilo y forma

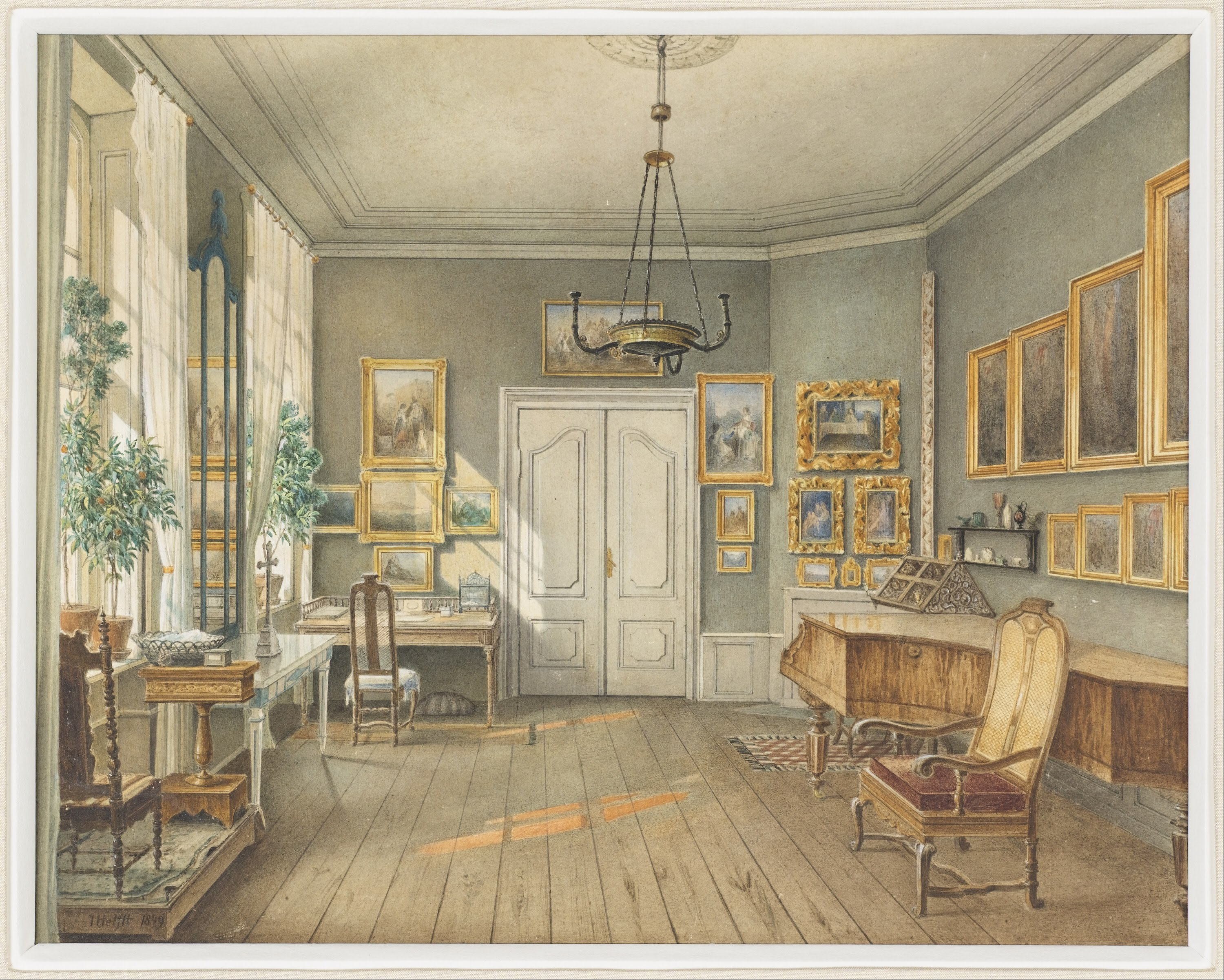
La sala de música de Fanny Mendelssohn en su casa, Leipziger Str. 3, Berlín.

Angela Mace considera que Fanny fue mucho más experimental con sus lieder que Felix y afirma que sus obras tienen una «densidad armónica» que sirve para expresar emoción. R. Larry Todd ha señalado que, aunque ha habido muchos comentarios sobre la influencia de la música de Felix en Fanny (y algunos comentarios sobre la de Fanny en Felix), ambos fueron fuertemente influenciados por la música tardía de Ludwig van Beethoven en términos de forma, tonalidad y contrapunto fugal. Esto se evidencia, por ejemplo, en el cuarteto de cuerdas de Fanny.
El musicólogo Stephen Rodgers ha afirmado que la relativa falta de análisis de la música de Fanny Mendelssohn ha dejado la presencia del triple hipermetro en sus canciones, en su mayoría pasado por alto. Señala que utiliza este tipo de métrica para alterar la velocidad de las voces en la canción y para reflejar las emociones mediante la distorsión de las normas dobles. También señala una falta de armonía tónica como una característica recurrente de sus lieder, identificándola en el lied «Verlust» («Pérdida») como un medio deliberado para reflejar los temas de la canción de abandono y fracaso en encontrar el amor. El uso que hace del figuralismo también se reconoce como un elemento común de su estilo, un método para enfatizar la emoción en el texto de la canción. Solía usar la forma estrófica para sus canciones y sus acompañamientos de piano frecuentemente duplicaban la línea de voz, características también de la música de sus maestros, Zelter y Berger. Aunque la base creada por sus maestros se mantendría, Rodgers sugiere que ella recurrió cada vez más a formas compuestas a medida que se desarrollaba su estilo, como una forma de responder a elementos del texto poético.

## Legado

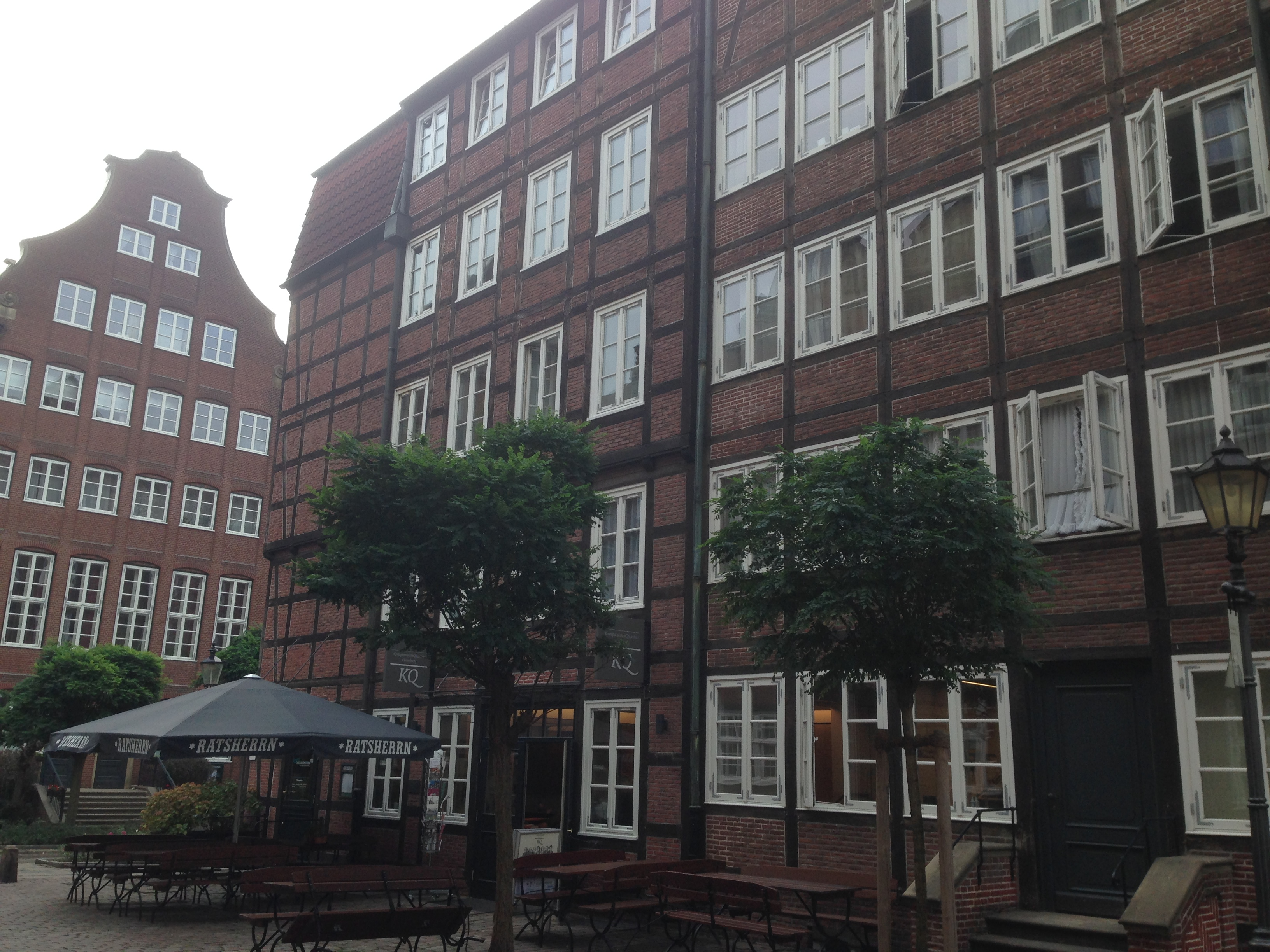
Fachada del Fanny & Felix Mendelssohn Museum en Hamburgo.

A partir de la década de 1980 se ha renovado el interés por Mendelssohn y sus obras. El Fanny & Felix Mendelssohn Museum, dedicado a la vida y obra de los dos hermanos, fue inaugurado el 29 de mayo de 2018 en Hamburgo (Alemania).

### Música
En los seis meses previos a su muerte, Felix intentó asegurarse de que su hermana recibiera el reconocimiento que le había sido retenido durante la mayor parte de su vida recopilando muchas de sus obras con la intención de darlas a conocer al público a través de su editor, Breitkopf & Härtel. En 1850, la editorial comenzó a distribuir las obras inéditas de Fanny Mendelssohn, comenzando con Vier Lieder op. 8. A partir de finales de la década de 1980, la música de Fanny Mendelssohn se hizo más conocida gracias a conciertos y nuevas grabaciones por parte de los sellos Hyperion Records y CPO. Su Sonata de Pascua para piano, anteriormente atribuida a Felix, fue estrenada en su nombre por Andrea Lam el 12 de septiembre de 2012.

### Escritos

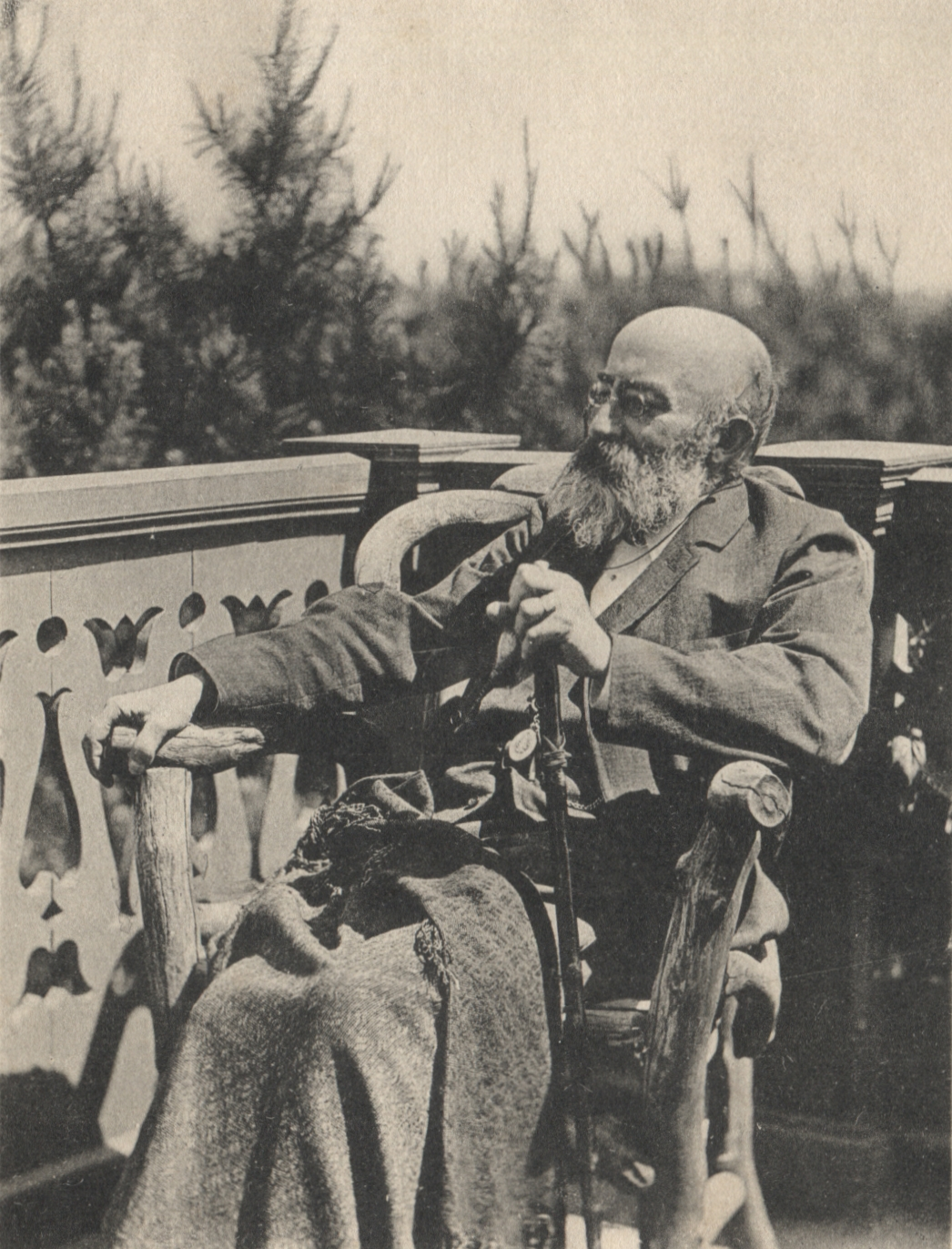
Su hijo, Sebastian Hensel, recopiló y publicó sus cartas y diario.

Fanny Mendelssohn no publicó ningún escrito durante su vida. Durante el siglo XIX se publicaron cartas seleccionadas y anotaciones en el diario, en particular por su hijo, Sebastian Hensel, en su libro sobre la familia Mendelssohn. Sus cartas a Felix recopiladas, editadas por Marcia Citron, se publicaron en 1987.

### Estudios biográficos y musicológicos
Durante el siglo XIX, Fanny figuró principalmente como espectadora en las biografías y estudios de su hermano Felix; típicamente era una representante de una supuesta influencia «feminizante» que minó su arte. En el siglo XX, la narrativa convencional pasó a presentar a Felix como que desaprobaba las actividades musicales de su hermana y buscaba contenerlas, mientras que la acusación de «feminización» contra Fanny se evaporaba. Desde la década de 1980 en adelante, Fanny Mendelssohn ha sido objeto de muchos libros y artículos académicos. Kimber opina que:

The tale of Fanny, the "suppressed" composer, has so readily found a place in the biographies of the siblings because of its resemblance to prevailing models for the life of a "Great Composer" ... based in Romantic ideology about male artists .... Hensel fits neatly into a traditional narrative of the suffering artistic genius ... with a modern twist: the feminine gender of its main character. Thus two characters [Felix and Fanny] are forced to bear the weight of two centuries of gender ideology.
La historia de Fanny, la compositora "suprimida", ha encontrado tan fácilmente un lugar en las biografías de los hermanos debido a su parecido con los modelos predominantes para la vida de un "Gran Compositor" ... basado en la ideología romántica sobre artistas masculinos ... Hensel encaja perfectamente en una narrativa tradicional del genio artístico que sufre ... con un toque moderno: el género femenino de su personaje principal. Así, dos personajes [Felix y Fanny] se ven obligados a soportar el peso de dos siglos de ideología de género.

Renate Hellwig-Unruh elaboró un catálogo de las obras de Fanny Mendelssohn, según el cual cada obra puede denominarse por su «número HU».

### Eponimia
El asteroide (9331) Fannyhensel fue nombrado así en su recuerdo.